# Hauptstraße C49
Die Hauptstraße C49 beziehungsweise M125 im äußersten Nordosten Namibias zweigt im Osten in Katima Mulilo von der Nationalstraße B8 ab und führt in südwestlicher Richtung über Linyanti parallel zum Chobe bis nach Sangwali, ehe sie dort nach Norden, zwischen dem Nkasa-Rupara-Nationalpark und dem Mudumu-Nationalpark entlang bis nach Kongola führt.
Die Straße ist seit 2014 durchgehend asphaltiert.